# Polygala loanzensis
Polygala loanzensis är en jungfrulinsväxtart som beskrevs av Arthur Wallis Exell. Polygala loanzensis ingår i släktet jungfrulinssläktet, och familjen jungfrulinsväxter. Inga underarter finns listade i Catalogue of Life.